# Weil der Stadt
Weil der Stadt település Németországban, azon belül Baden-Württembergben. Lakosainak száma 19 340 fő (2023. december 31.). Weil der Stadt Simmozheim, Ostelsheim, Grafenau, Magstadt, Renningen, Bad Liebenzell, Heimsheim, Tiefenbronn és Neuhausen községekkel határos.

## Népesség
A település népessége az elmúlt években az alábbi módon változott:
| Lakosok száma | 13 890 | 18 652 | 19 024 | 19 205 | 19 157 | 19 401 | 19 340 |
|               | 1975   | 2015   | 2017   | 2019   | 2021   | 2022   | 2023   |

## Fekvése
Stuttgarttól nyugatra fekvő település.

## Leírása

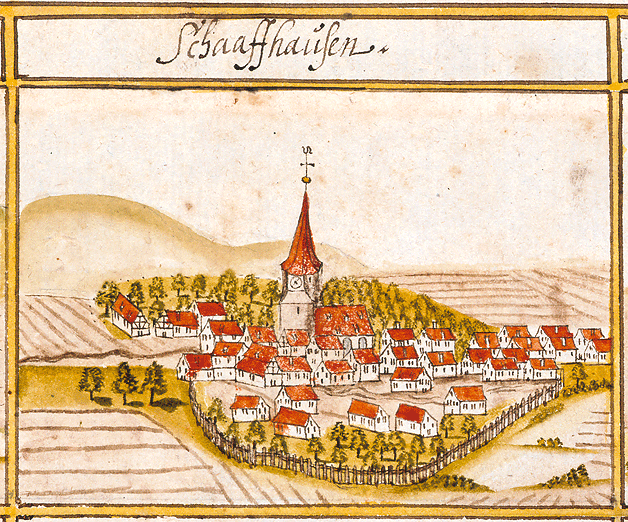

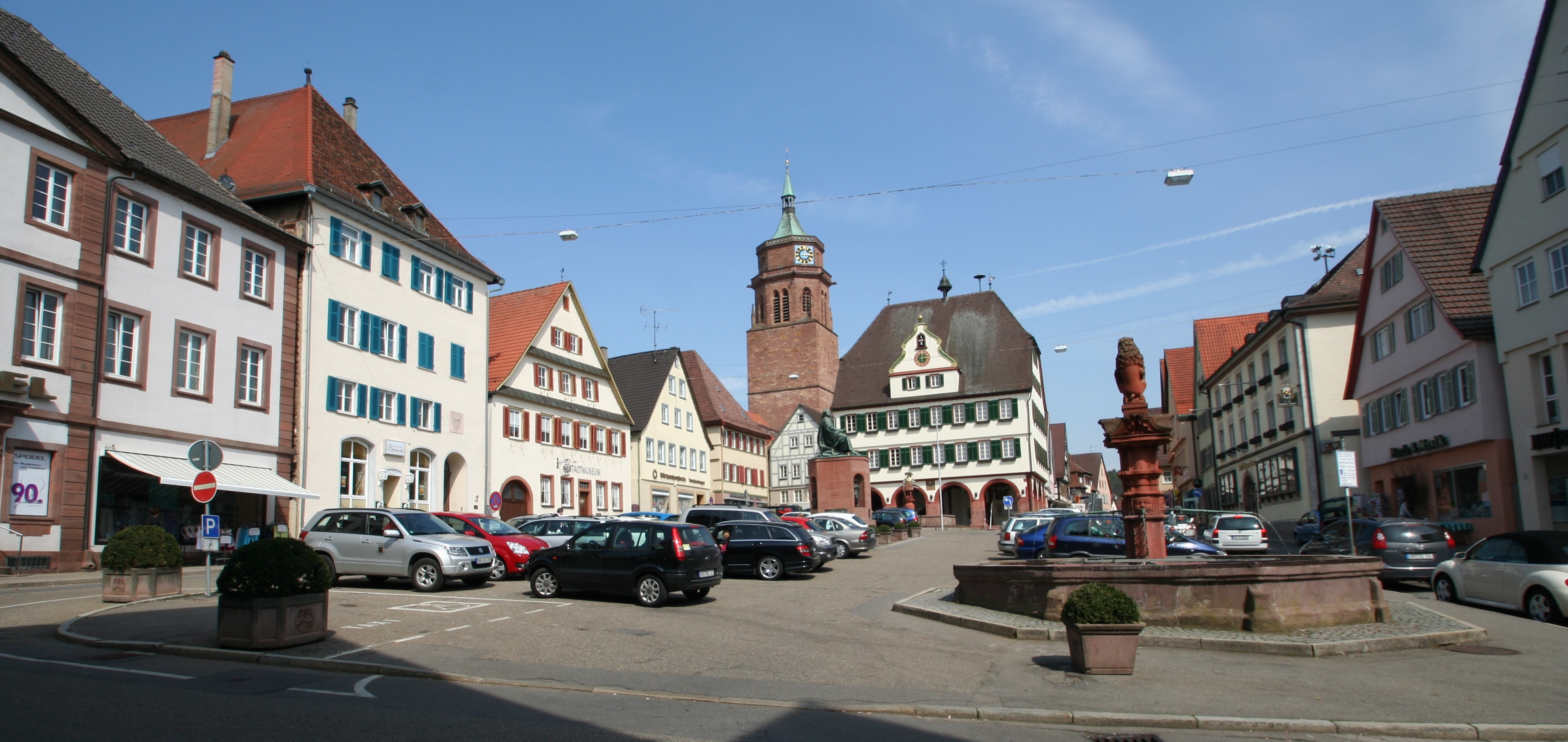

Weil der Stadt legnagyobb nevezetessége, hogy 1571-ben itt született Johannes Kepler, a híres német matematikus és csillagász.  A nagy tudós munkásságát és alkotásainak egy részét a Marktplatzon, szülőházában berendezett múzeum mutatja be. A téren áll a Kepler-emlékmű is.
A város másik érdekessége a Szent Péter és Pál katolikus plébániatemplom  (Stadtpfarrkirsche St. Péter und Paul), amelyről már 1287-ben történt említés. A háromhajós, hálóboltozatos csarnoktemplom mai formáját az Alberlin Jörg által vezetett, 1492-ből való átépítés során nyerte el. A csillagboltozatos szentély 1519-ben, a nagy barokk oltár 1680-ban, a gótikus kereszttartó 1460 körül készült.

## Nevezetességek
- Plébániatemploma (Stadtpfarrkirsche St. Péter und Paul)
- Kepler múzeum
- Kepler emlékmű

## Itt születtek, itt éltek
- Johannes Kepler (1584-1586) – matematikus és csillagász itt született a városban.

## Galéria

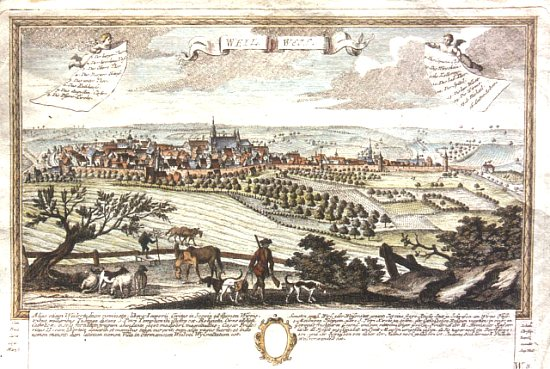
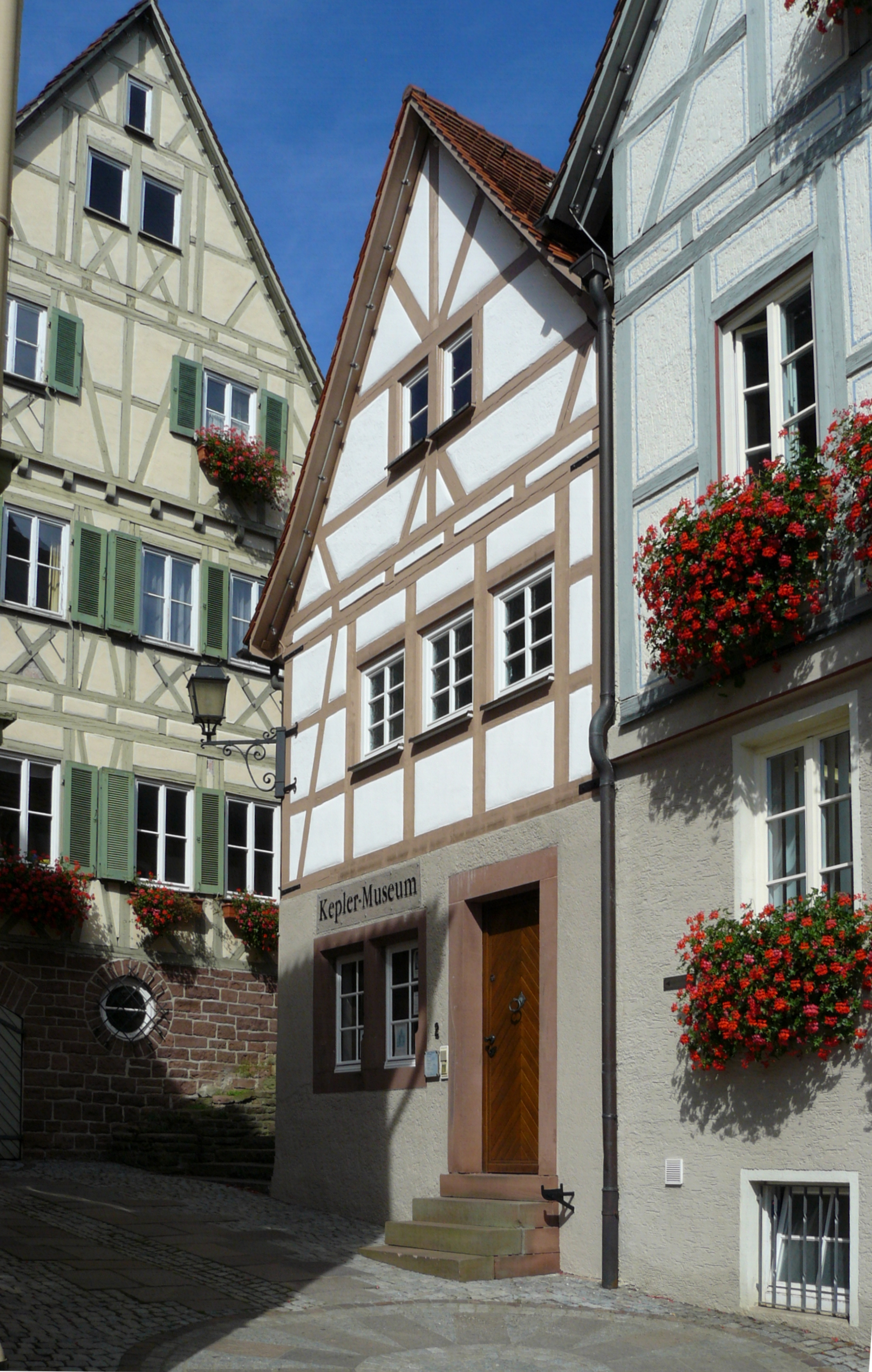
Kepler szülőháza
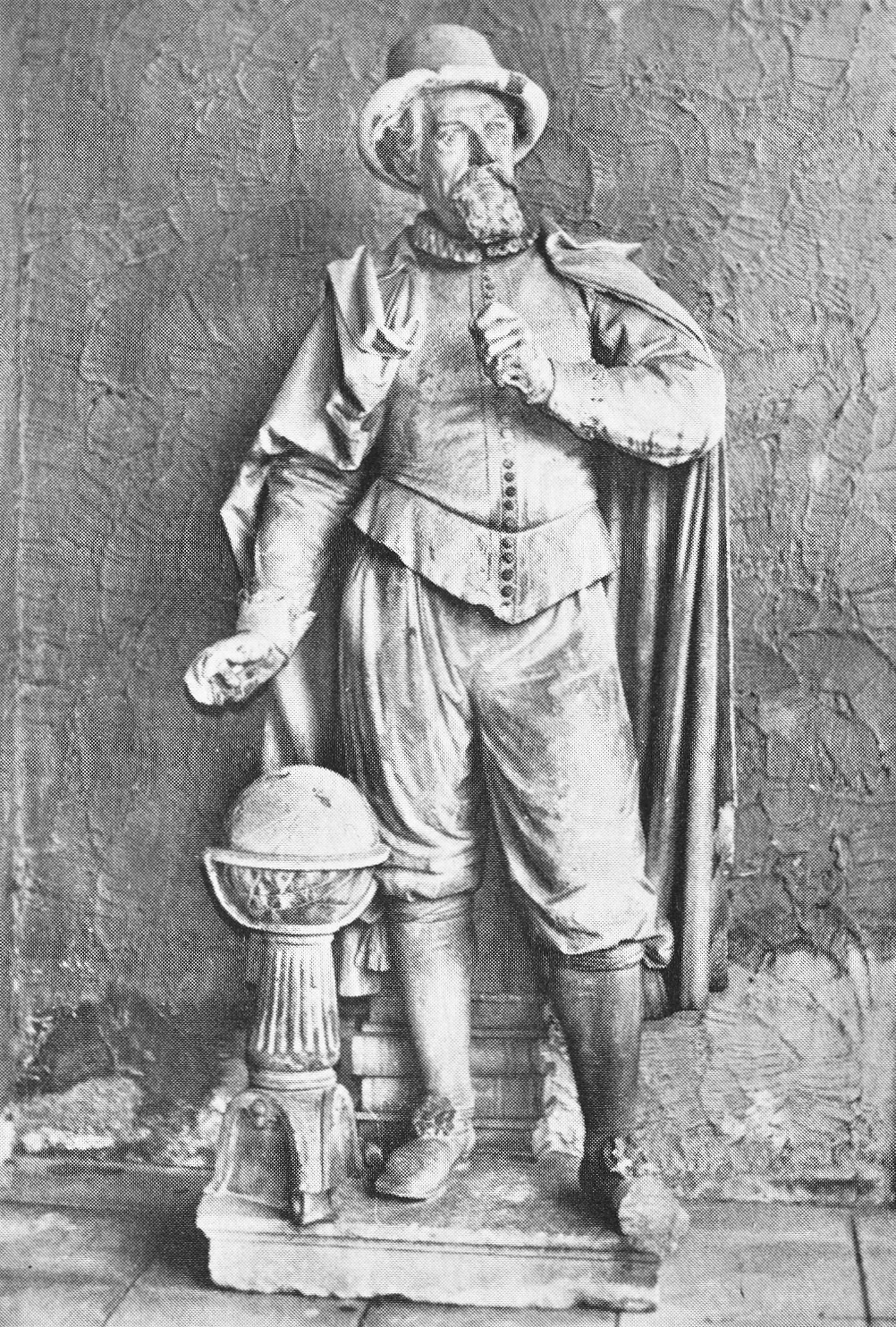
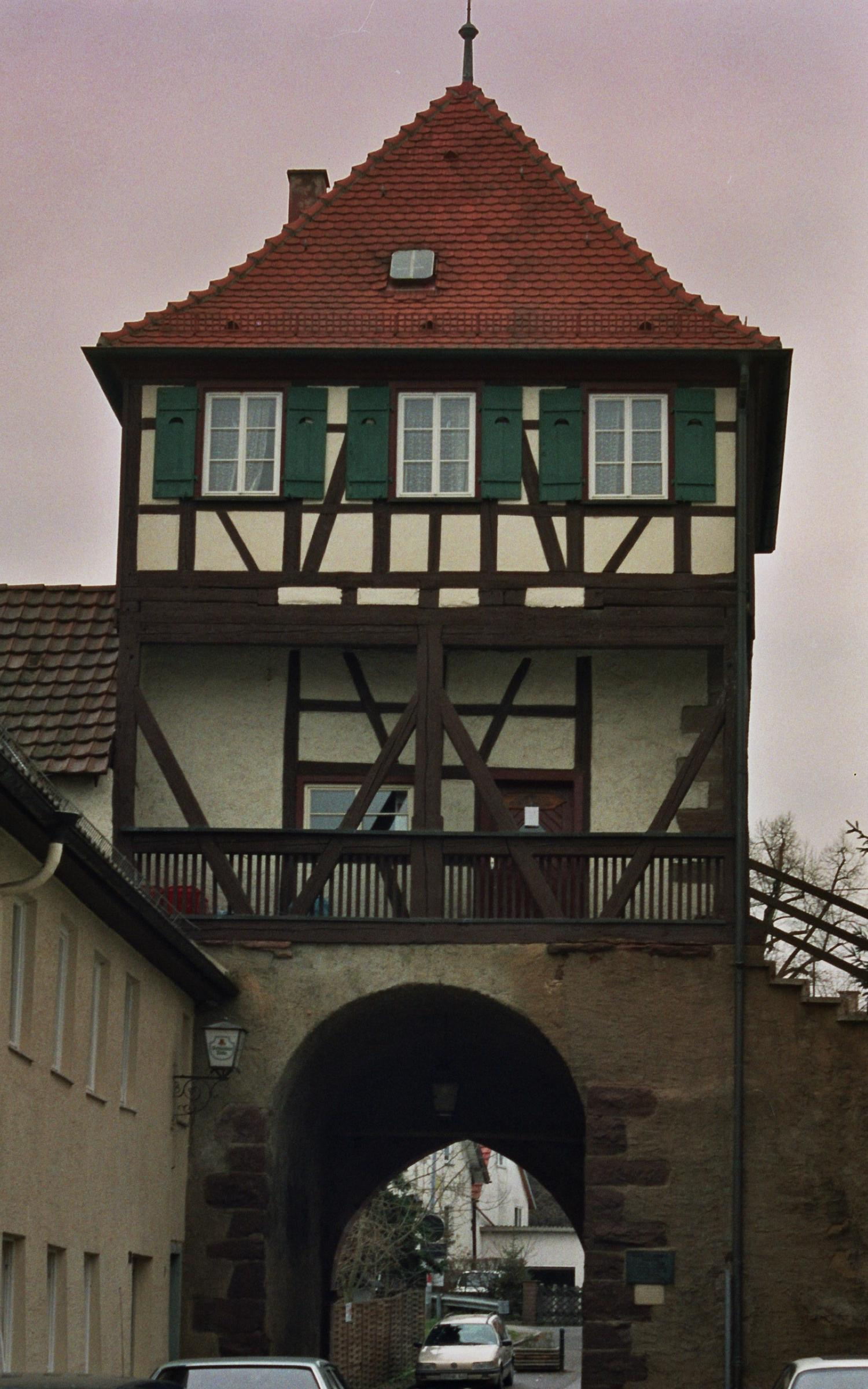
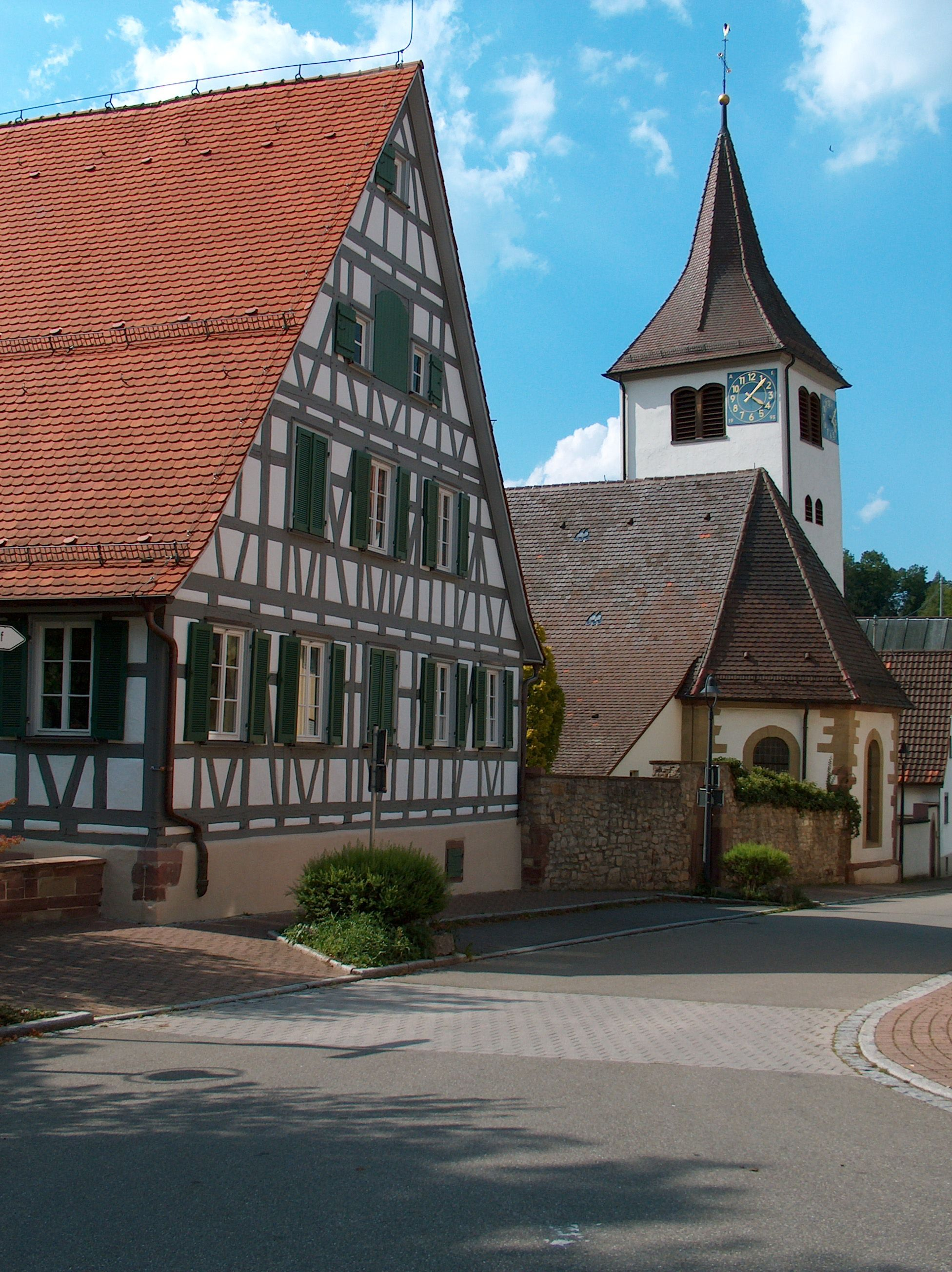
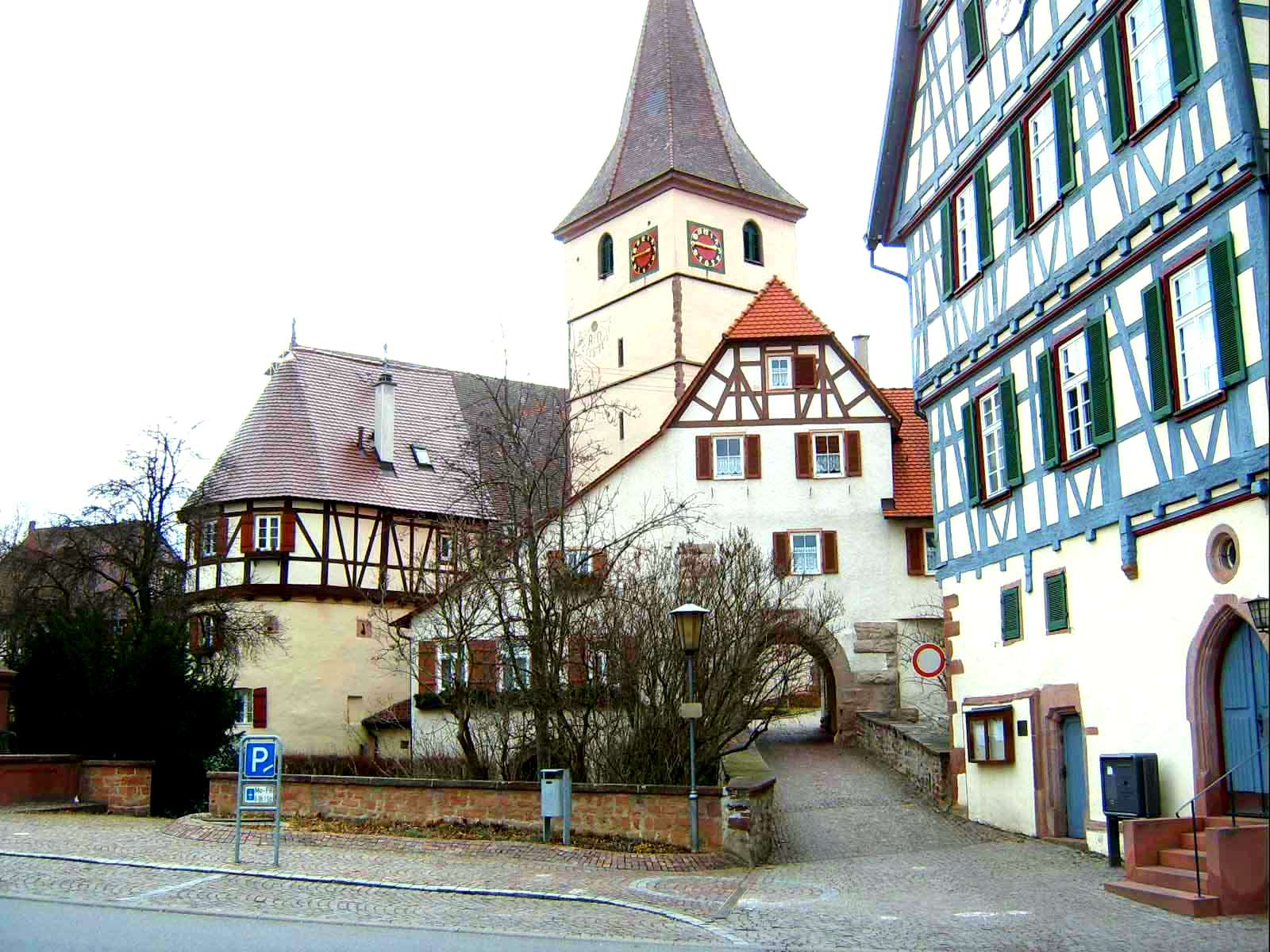
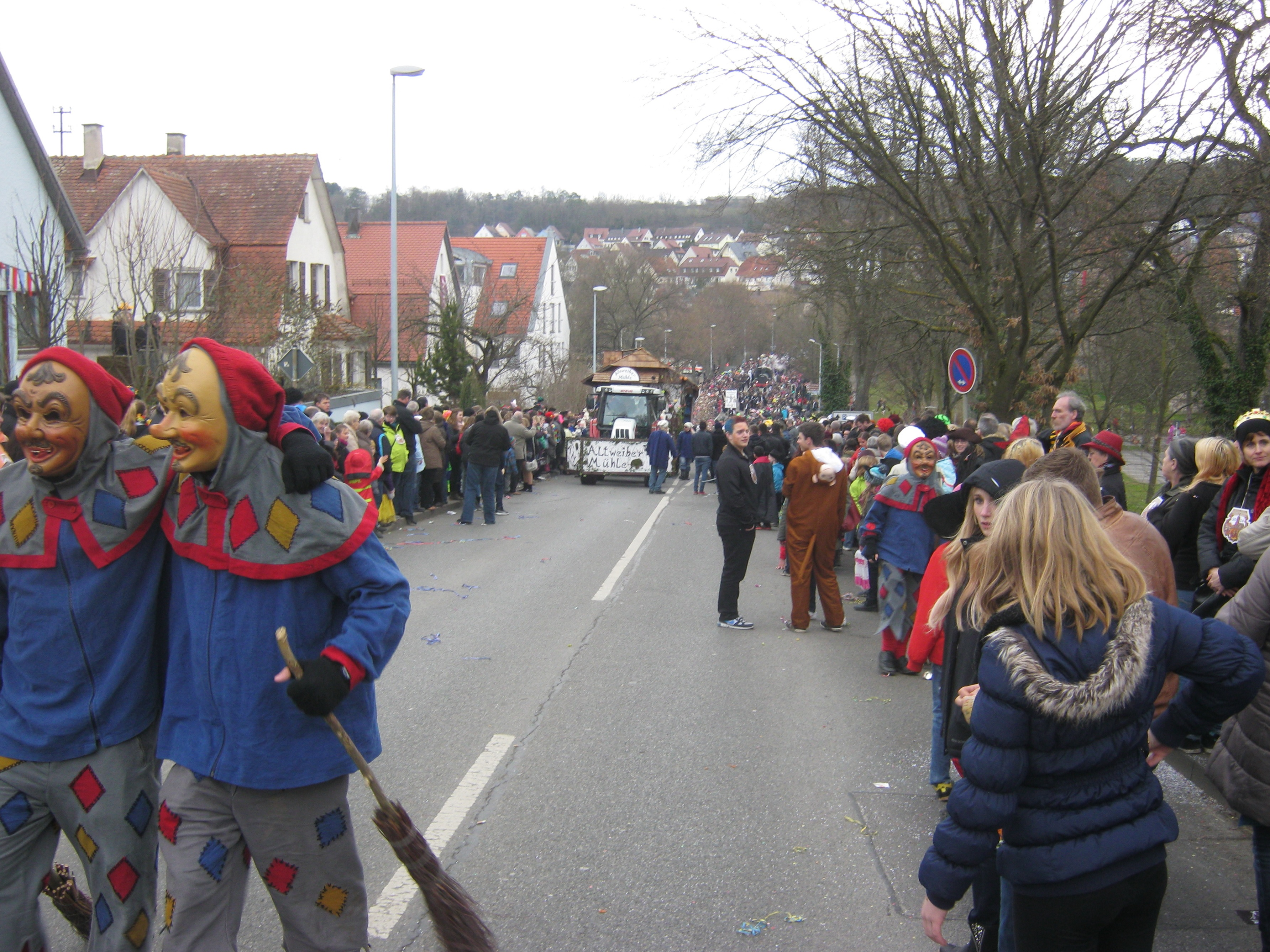
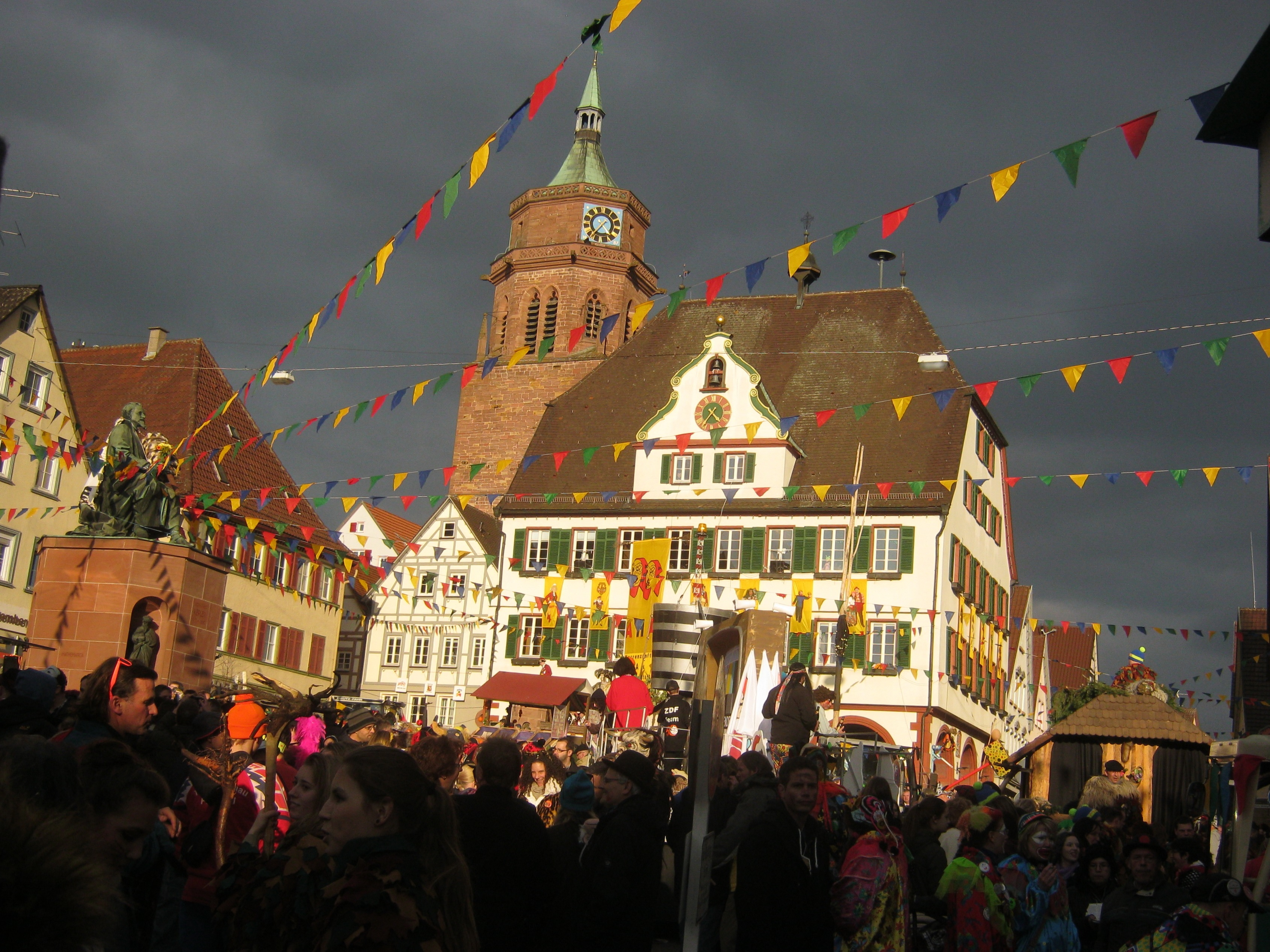
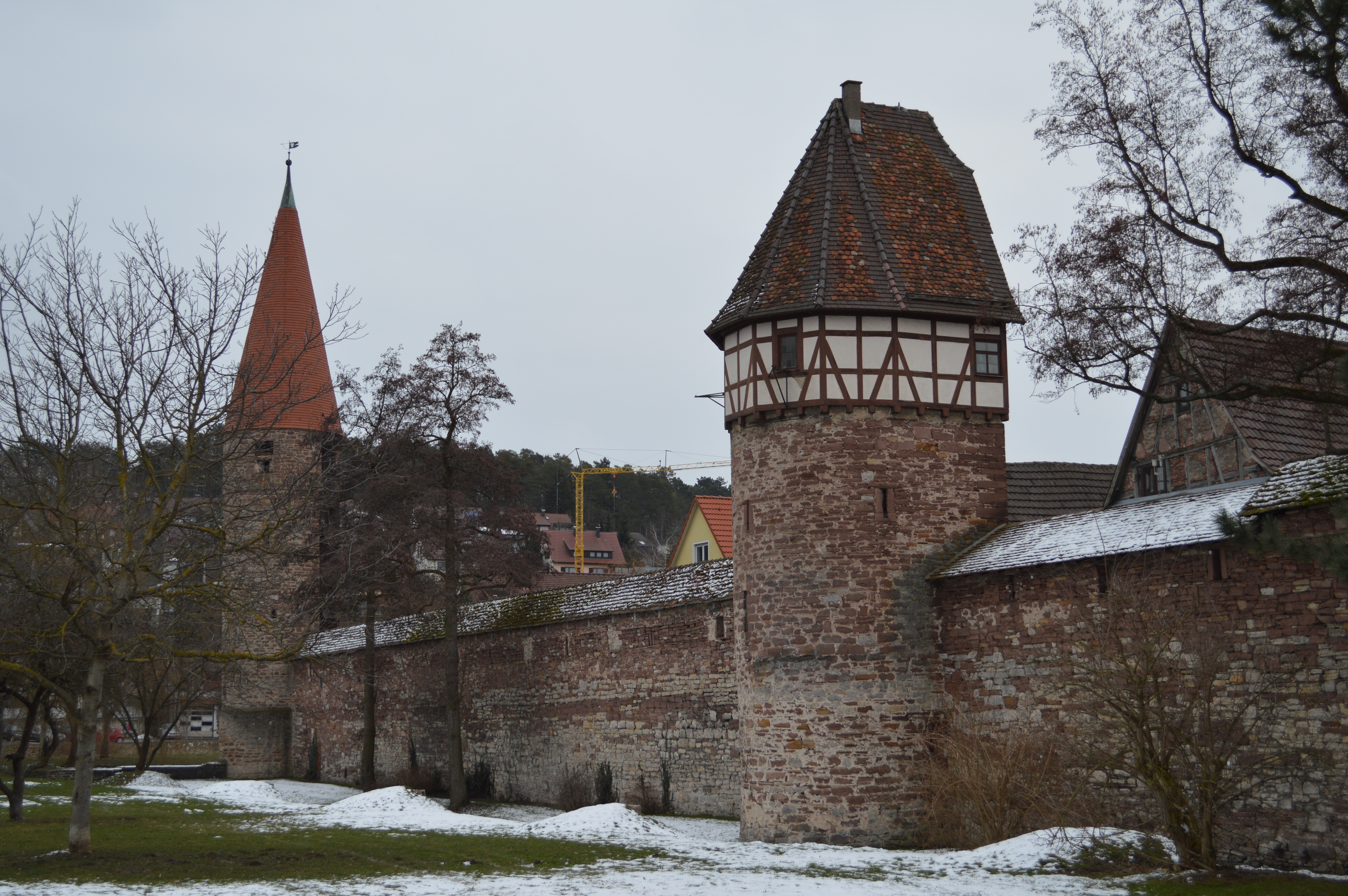
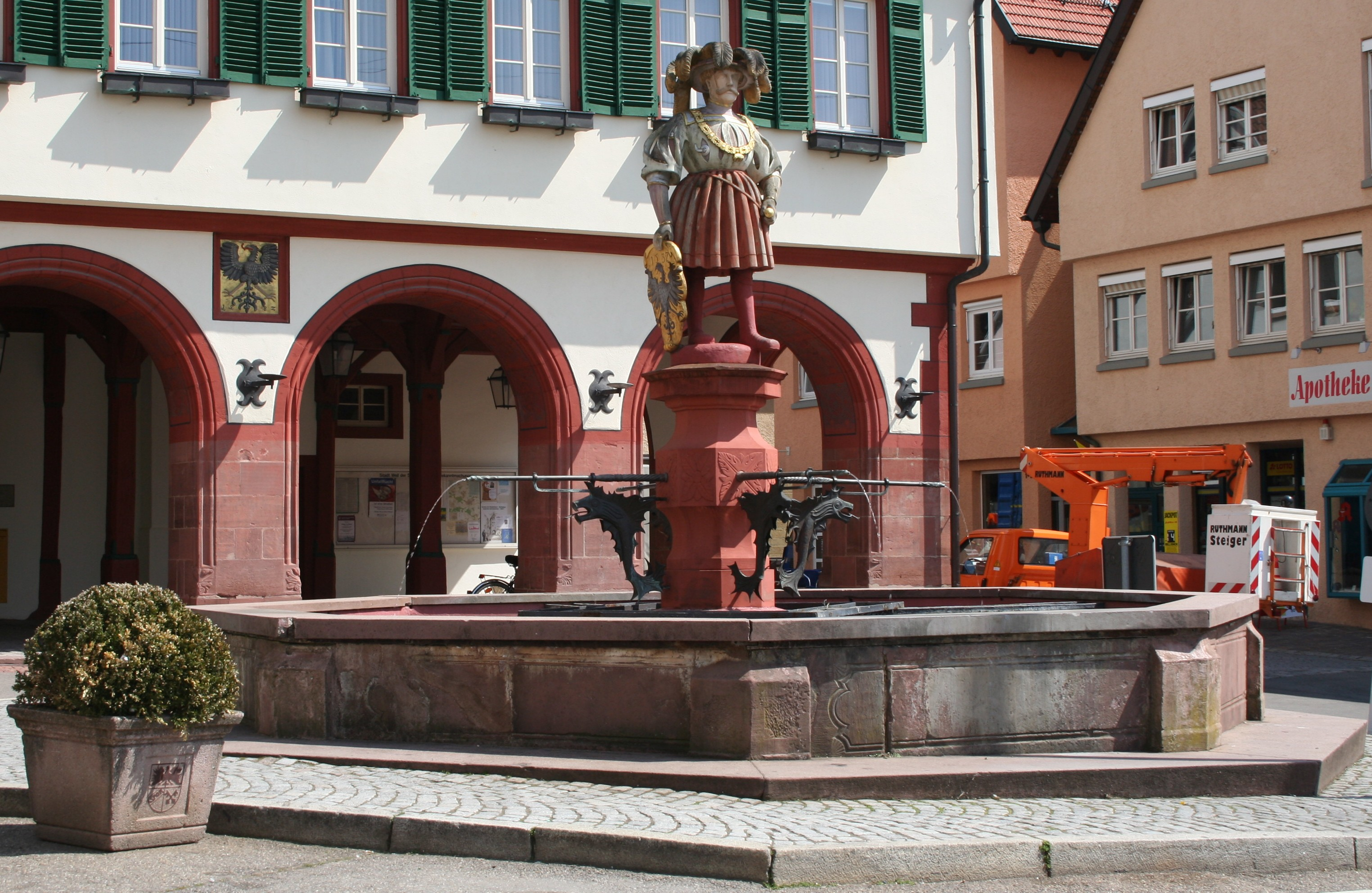
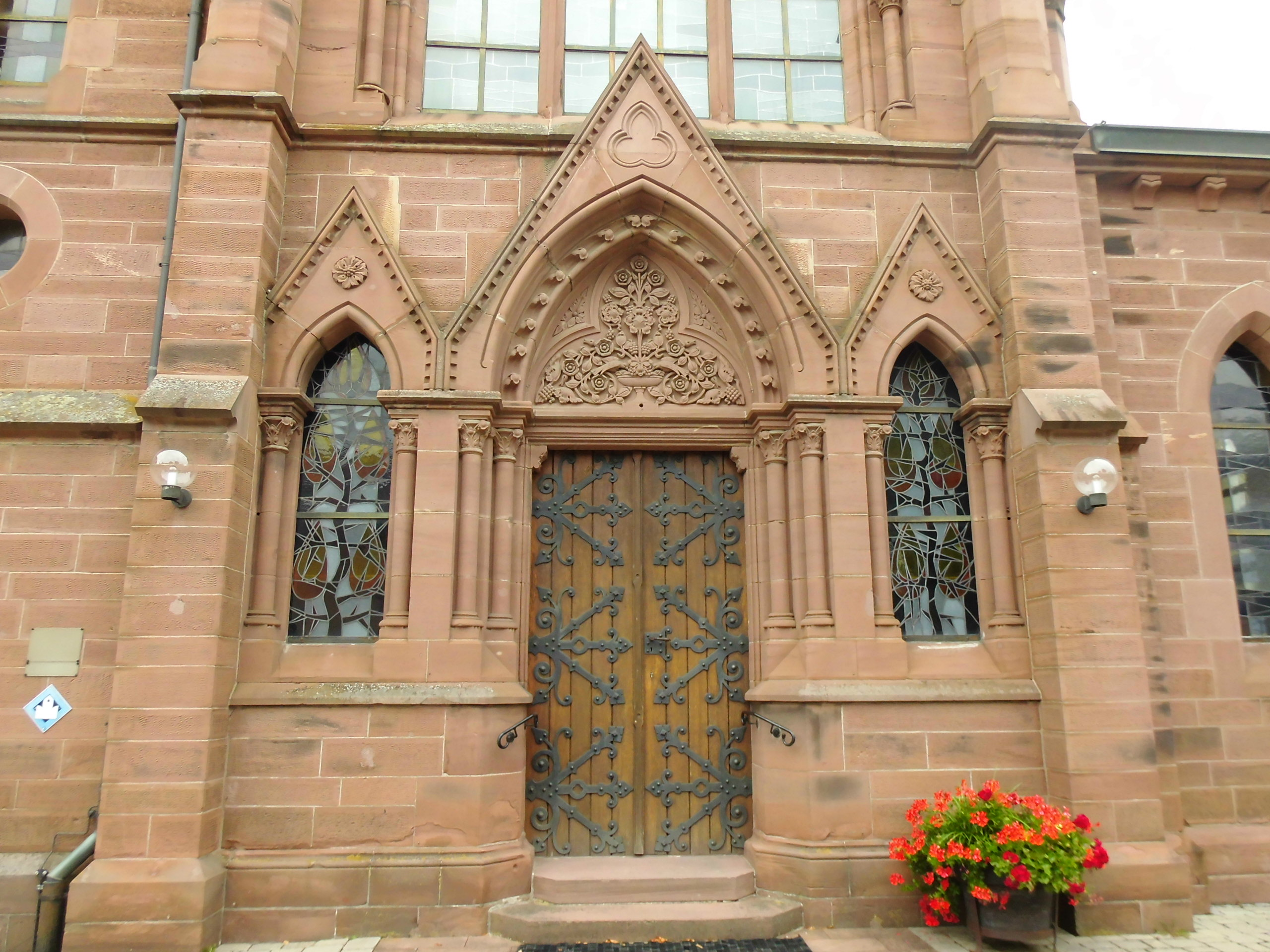
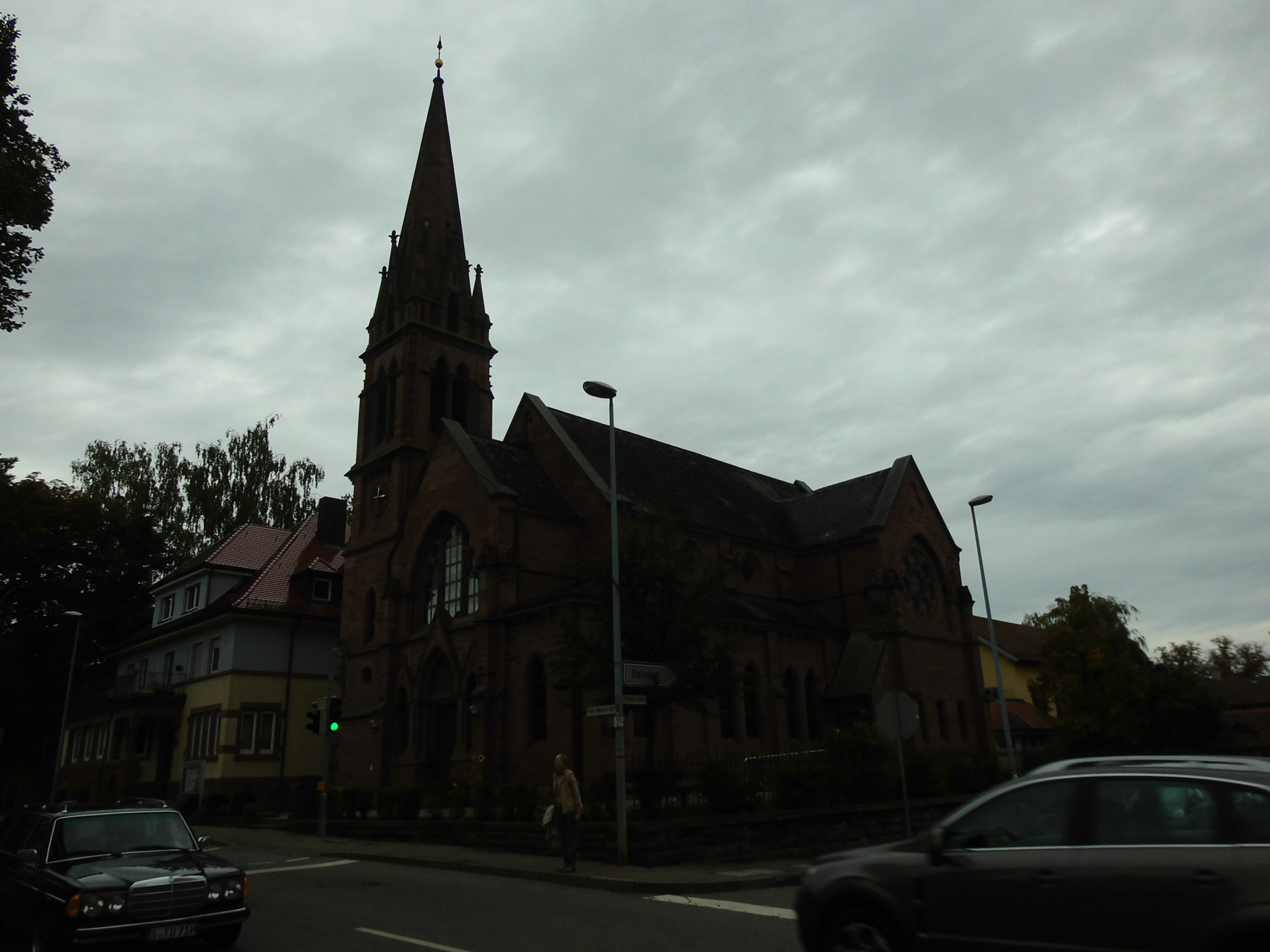
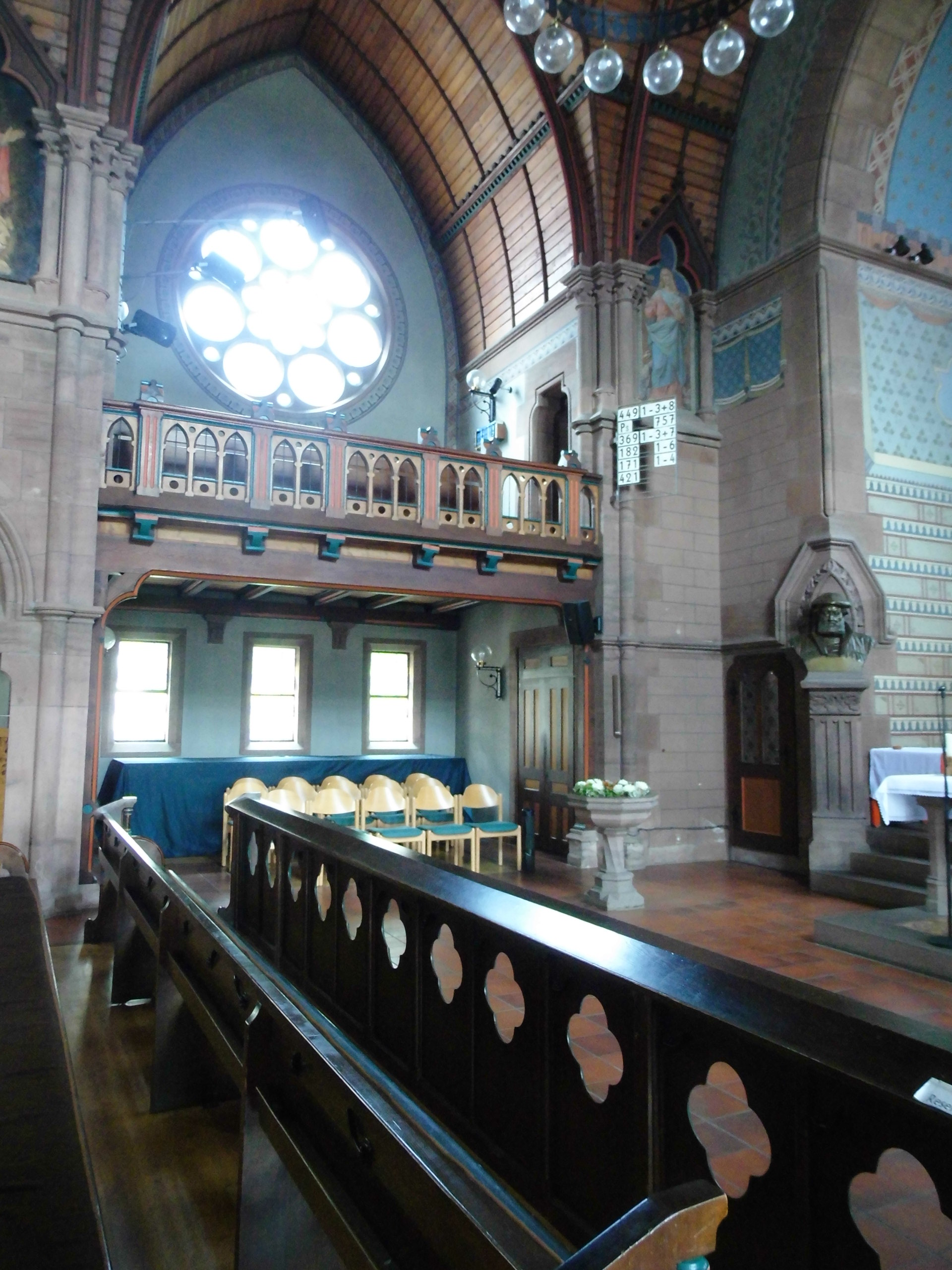
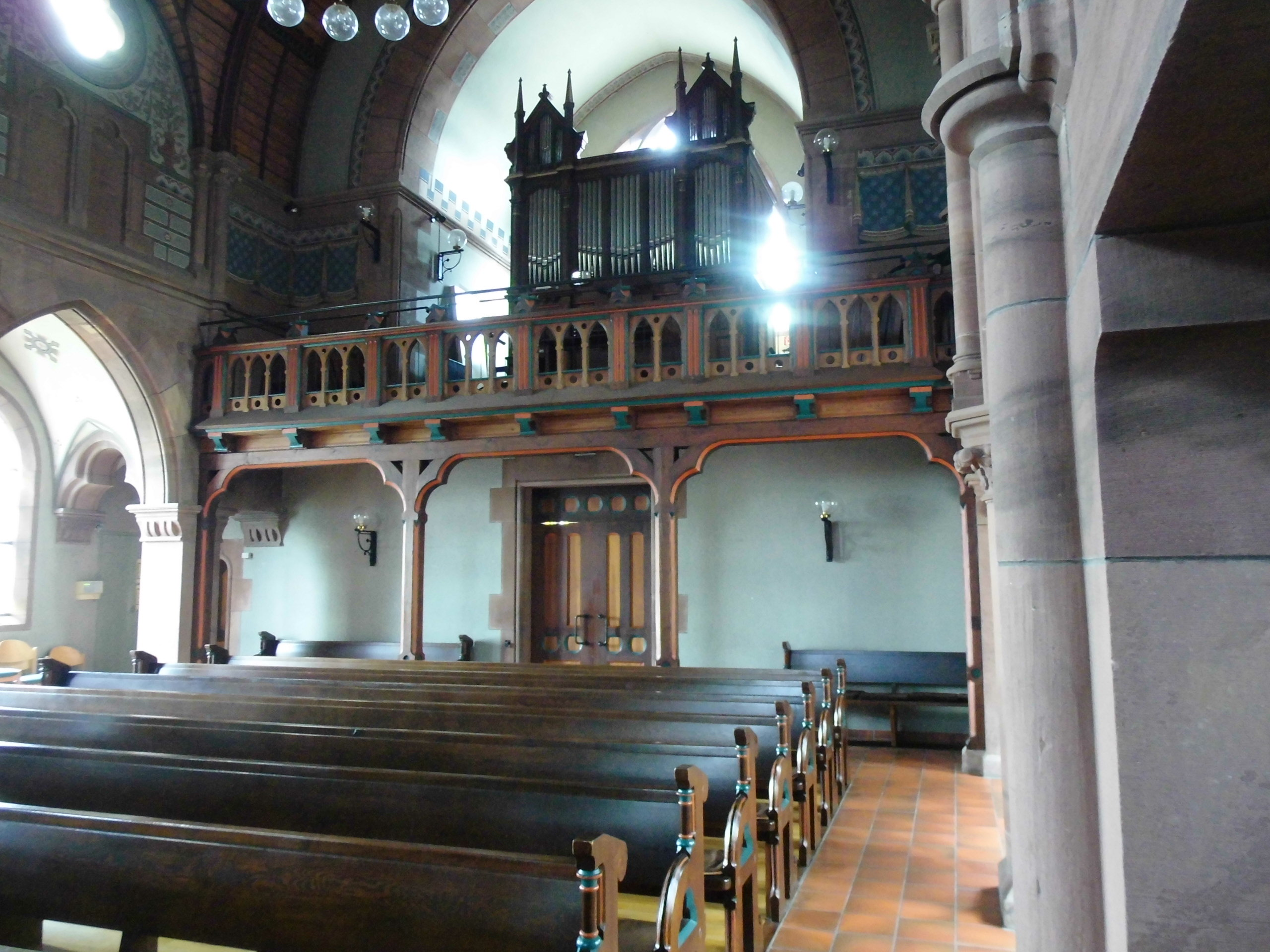
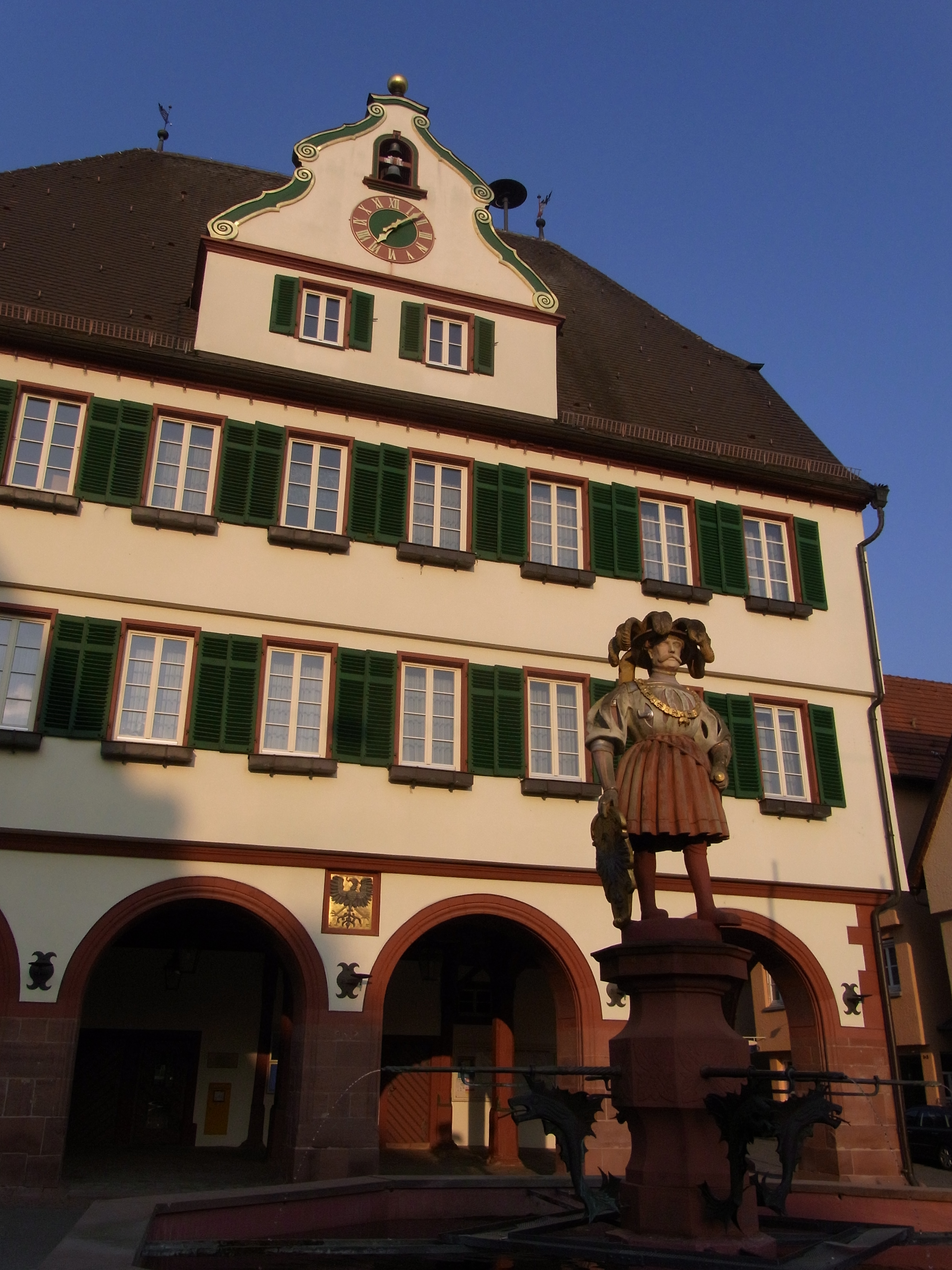
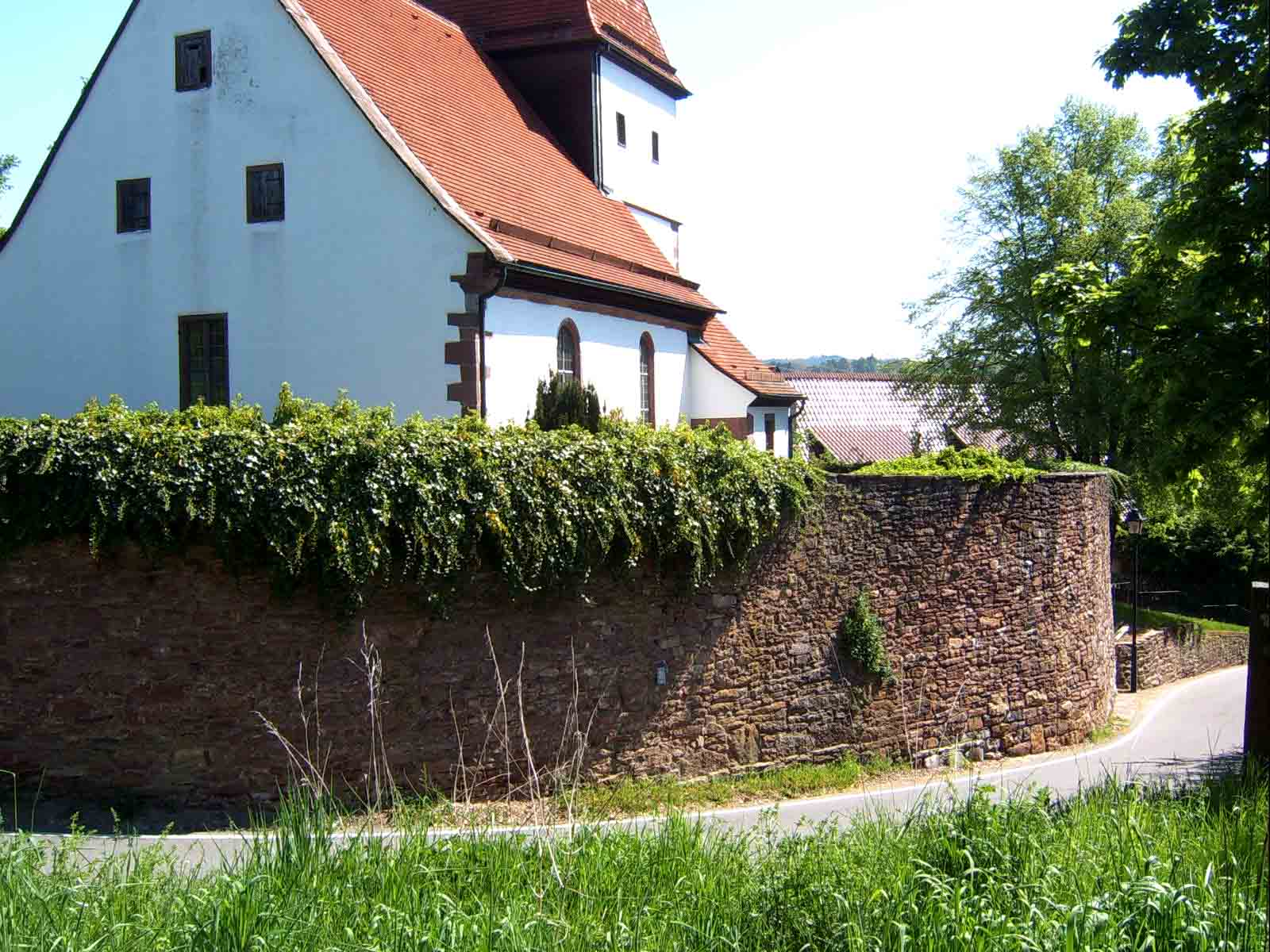
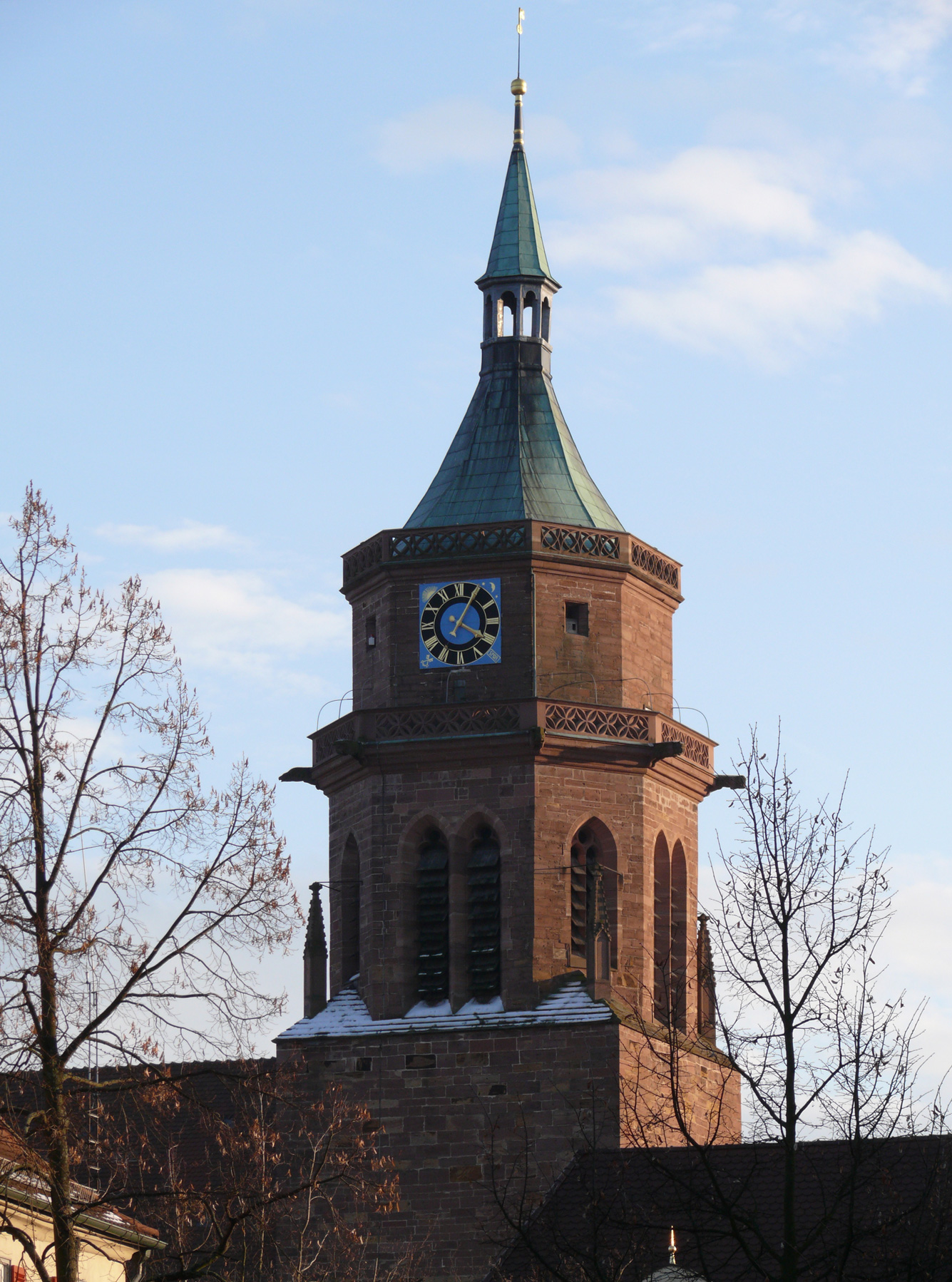